# コンテナフレートステーション

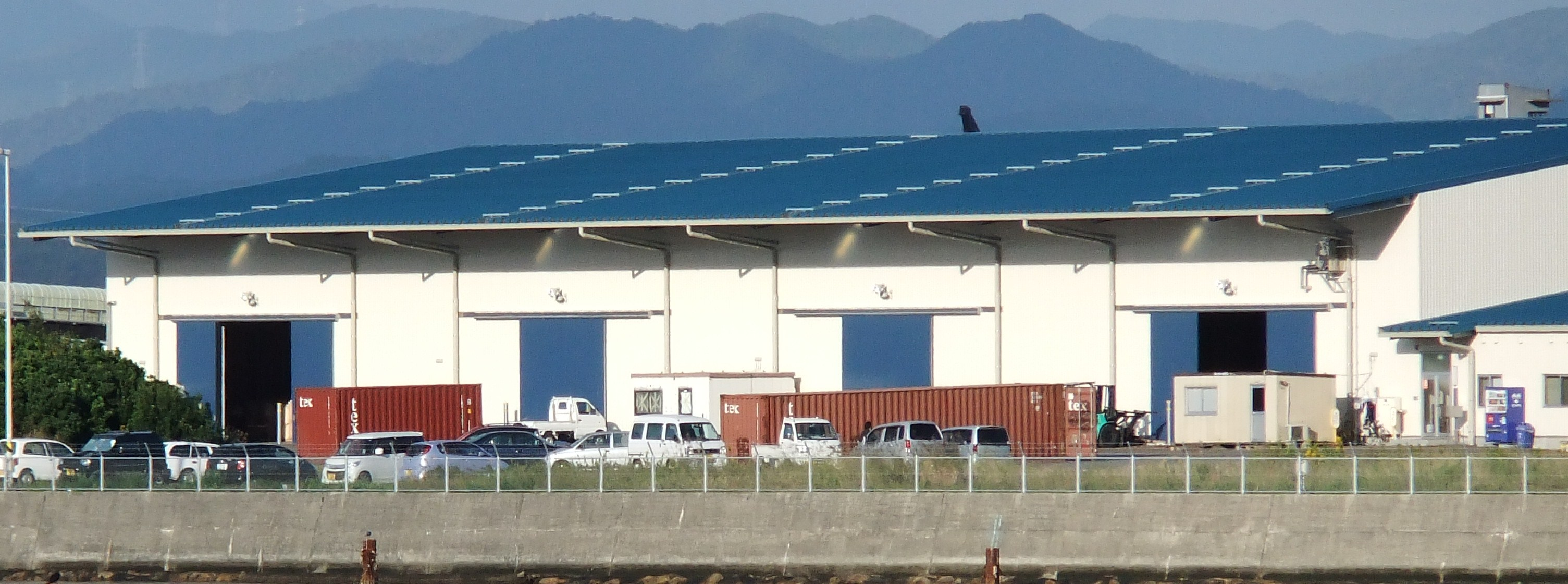
コンテナフレートステーション

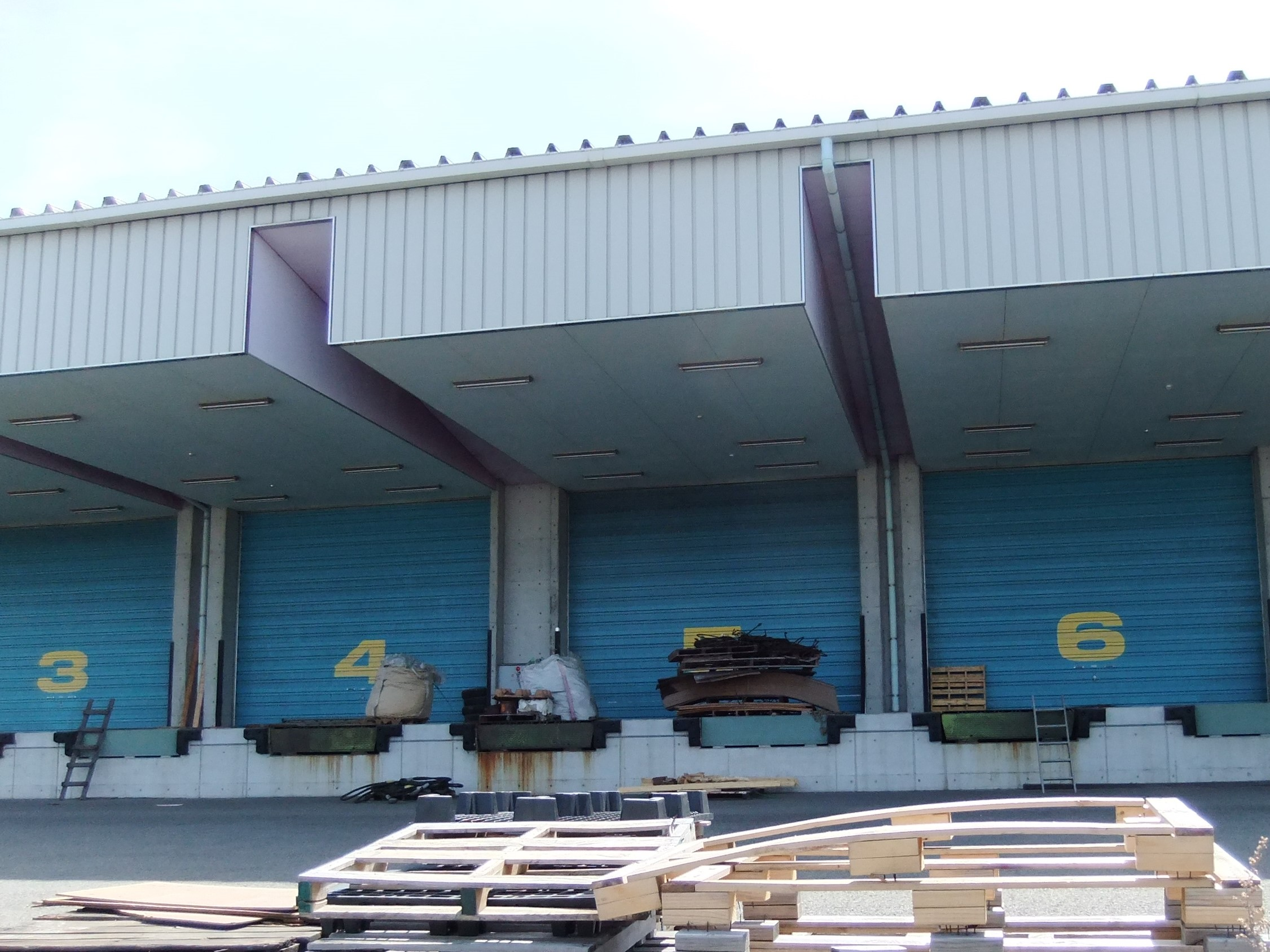
コンテナ着車バース

コンテナフレートステーション（英: Container Freight Station、略号：CFS）は、コンテナターミナル内で小口貨物を1本の輸送コンテナに混載したり、コンテナから取り出したりする集積場である。船会社や非船舶運航業者（NVOCC）によって運営される。
貨物量がコンテナ1本に満たない小口貨物の場合、仕向地が同じ地域の他の貨物と混載して本船ごとにコンテナを仕立てる。輸入の場合はコンテナから貨物をデバンニングし、荷主に引き渡す。このようなコンテナ1本に満たない貨物をLCL貨物（Less than Container Load）と呼ぶ。コンテナフレートステーションは、LCL貨物をコンテナへ詰め込んだり、コンテナから取り出したりする作業を行う場所である。海上運賃におけるCFS Chargeは、このコンテナフレートステーションの利用料である。
一方、LCL貨物に対し、コンテナ1本を輸送単位として輸送される貨物をCL貨物（Container Load）またはFCL貨物（Full Container Load）と呼び、この場合荷主によりコンテナ詰めされて、ターミナルに直接持ち込まれる。

## 日本
日本においては湾口に設置されたCFSは、港湾運送事業法の適用を受ける港湾荷役事業に該当する（沿岸荷役）。